# Predsjednici Izvršnog vijeća Sabora Socijalističke Republike Hrvatske
Ovo je popis predsjednika Izvršnog vijeća Sabora Socijalističke Republike Hrvatske:
- Vladimir Bakarić (6. veljače 1953. – prosinac 1953.)
- Jakov Blažević (prosinac 1953. – srpanj 1962.)
- Zvonko Brkić (srpanj 1962. – lipanj 1963.)
- Mika Špiljak (lipanj 1963. – svibanj 1967.)
- Savka Dabčević-Kučar (svibanj 1967. – svibanj 1969.)
- Dragutin Haramija (svibanj 1969. – prosinac 1971.)
- Ivo Perišin (prosinac 1971. – travanj 1974.)
- Jakov Sirotković (travanj 1974. – 9. svibnja 1978.)
- Petar Fleković (9. svibnja 1978. – srpanj 1980.)
- Ante Marković (srpanj 1980. – 10. svibnja 1986.)
- Antun Milović (10. svibnja 1986. – 30. svibnja 1990.)